# Серетець

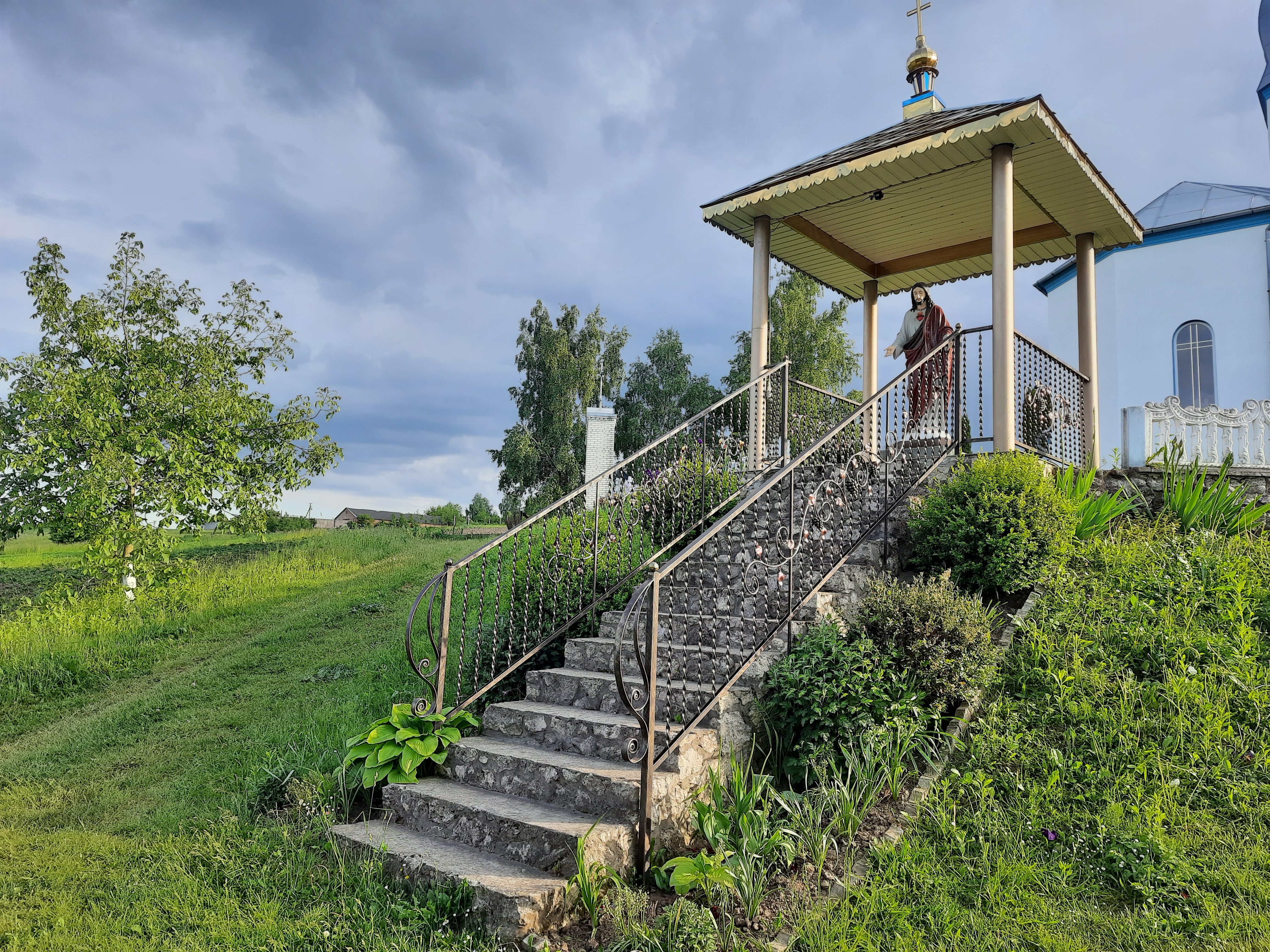
Статуя Ісуса Христа

Серете́ць — село в Україні, у Залозецькій селищній громаді Тернопільського районі Тернопільської області. Населення — 460 осіб (2007).

## Географія
Село Серетець розташоване за 46 км від обласного центру, на березі річки Серет. Неподалік села тече річка Серет Лівий. Найближча залізнична станція Зборів (за 35 км).

## Історія
Перша писемна згадка — 1640. Офіційно засноване у 1785 році.
Діяли «Просвіта» та інші товариства, кооперативи.
Поблизу села виявлено археологічні пам'ятки черняхівської, давньоруської і раннього залізного часу.
До 2016 року село було адміністративним центром Серетецької сільської ради, якій підпорядковувалося село Підберізці. У 2016 році, в ході децентралізації, Серетецька сільська рада об'єднана із Залозецькою селищною громадою.
12 червня 2020 року, відповідно до розпорядження Кабінету Міністрів України № 724-р «Про визначення адміністративних центрів та затвердження територій територіальних громад Тернопільської області», село затверджено у складі Залозецької селищної громади.
19 липня 2020 року, в результаті адміністративно-територіальної реформи та ліквідації Зборівського району, село увійшло до складу Тернопільського району.

## Населення

### Мова
Розподіл населення за рідною мовою за даними перепису 2001 року:
| Мова       | Кількість | Відсоток |
| ---------- | --------- | -------- |
| українська | 477       | 99.79%   |
| російська  | 1         | 0.22%    |
| Усього     | 478       | 100%     |

## Релігія
- церква Різдва Пресвятої Богородиці (1750, дерев'яна)[4]),
- каплиця (1996).

## Пам'ятки
Споруджено пам'ятник воїнам-односельцям, полеглим у німецько-радянській війні (1985), встановлено пам'ятний знак на честь скасування панщини (реставр. 1989), меморіальну таблицю воякові УПА В. Вишневському (1999).

## Соціальна сфера
Загальноосвітня середня школа І—ІІ ступенів, клуб, бібліотека, амбулаторія, торговельний заклад.